# Thanh Bình Thịnh
Thanh Bình Thịnh là một xã thuộc huyện Đức Thọ, tỉnh Hà Tĩnh, Việt Nam.

## Địa lý
Xã Thanh Bình Thịnh nằm ở phía đông huyện Đức Thọ, có vị trí địa lý:
- Phía đông giáp thị xã Hồng Lĩnh và huyện Can Lộc
- Phía tây giáp xã An Dũng và xã Lâm Trung Thủy
- Phía nam giáp huyện Can Lộc
- Phía bắc giáp thị xã Hồng Lĩnh và các xã Bùi La Nhân, Yên Hồ.

Xã Thanh Bình Thịnh có diện tích 13,64 km², dân số năm 2018 là 14.061 người, mật độ dân số đạt 1.031 người/km².

## Lịch sử
Từ xa xưa trên địa bàn xã này có tuyến kênh Nhà Lê nối từ  kinh đô Hoa Lư đến Đèo Ngang đi qua, là tuyến đường thủy đầu tiên trong lịch sử Việt Nam và được coi là tuyến đường Hồ Chí Minh trên sông vì những đóng góp cho các cuộc chiến tranh của người Việt.
Địa bàn xã Thanh Bình Thịnh hiện nay trước đây vốn là ba xã Đức Thanh, Đức Thịnh và Thái Yên.
Xã Thái Yên được đổi tên từ xã Đức Bình vào năm 1976.
Trước khi sáp nhập, xã Đức Thanh có diện tích 5,74 km², dân số là 3.584 người, mật độ dân số đạt 624 người/km². Xã Đức Thịnh có diện tích 3,72 km², dân số là 3.927 người, mật độ dân số đạt 1.056 người/km². Xã Thái Yên có diện tích 4,18 km², dân số là 6.550 người, mật độ dân số đạt 1.567 người/km².
Ngày 21 tháng 11 năm 2019, Ủy ban Thường vụ Quốc hội ban hành Nghị quyết số 819/NQ-UBTVQH14 về việc sắp xếp các đơn vị hành chính cấp xã thuộc tỉnh Hà Tĩnh (nghị quyết có hiệu lực từ ngày 1 tháng 1 năm 2020). Theo đó, sáp nhập toàn bộ diện tích và dân số của ba xã Đức Thanh, Đức Thịnh và Thái Yên thành xã Thanh Bình Thịnh.